# Paweł Baraszkiewicz
Paweł Baraszkiewicz (Działdowo, 20 maggio 1977) è un canoista polacco.
Ha vinto una medaglia d'argento a Sydney 2000 nel C2 500 m in coppia con Daniel Jędraszko. Ha vinto anche alcuni titoli mondiali.

## Palmarès
- Olimpiadi

Sydney 2000: argento nel C2 500 m.
- Mondiali

1997 - Dartmouth: argento nel C2 500 m e bronzo nel C4 1000 m.
1998 - Seghedino: argento nel C2 500 m.
1999 - Milano: oro nel C2 500 m, argento nel C2 200 m.
2001 - Poznań: oro nel C2 200 m e argento nel C2 500 m.
2003 - Gainesville: oro nel C2 200 m e nel C2 500 m.
2006 - Seghedino: argento nel C4 500 m.
- Campionati europei di canoa/kayak sprint

Plovdiv 1997: oro nel C2 500m e bronzo nel C4 1000.
Zagabria 1999: oro nel C2 200m e bronzo nel C1 1000m.
Poznań 2000: oro nel C2 200m, C2 500m e C2 1000m.
Milano 2001: argento nel C2 200m e bronzo nel C4 200m.
Poznań 2004: argento nel C2 500m e bronzo nel C2 200m.
Poznań 2005: argento nel C1 500m e bronzo nel C1 200m.
Milano 2008: bronzo nel C2 1000m.
Belgrado 2011: argento nel C1 500m.